# Pokal Slovenije 2006/07
Der Pokal Slovenije 2006/07 war die 16. Austragung des slowenischen Fußballpokalwettbewerbs der Herren. Pokalsieger wurde Titelverteidiger FC Koper, der sich im Finale gegen NK Maribor durchsetzte.
Durch den Sieg im Finale qualifizierte sich Koper für die 1. Qualifikationsrunde im UEFA-Pokal 2007/08.

## Teilnehmer
| Nogometna Liga 2006/07 |
| ---------------------- |
| NK Domžale             |
| ND Gorica              |
| NK Maribor             |
| NK Drava Ptuj          |
| NK Primorje            |
| FC Koper               |
| NK MIK CM Celje        |
| NK Nafta Lendava       |
| Interblock Ljubljana   |
| NK Bela krajina        |
| NK Rudar Velenje (A)   |

| Sieger des Regionalpokals | Sieger des Regionalpokals               |
| ------------------------- | --------------------------------------- |
| MNZ Celje                 | NK Mons Claudius, NK Krško              |
| MNZ Koper                 | NK Postojna, SC Bonifika                |
| MNZG Kranj                | NK Zarica, NK Lesce                     |
| MNZ Lendava               | NK Črenšovci, ND Renkovci               |
| MNZ Ljubljana             | NK Zagorje, NK Svoboda Kisovec, NK Ihan |
| MNZ Maribor               | NK Malečnik, NK Pohorje, NK Paloma      |
| MNZ Murska Sobota         | NK Veržej, ND Mura 05                   |
| MNZ Nova Gorica           | ND Adria, NK Brda Dobrovo               |
| MNZ Ptuj                  | NK Stojnci, NK Zavrč                    |

## Modus
In den ersten beiden Runden spielten nur die Sieger des Regionalpokals gegeneinander. Die zehn Erstligisten sowie der Absteiger der Saison 2005/06 traten im Achtelfinale an.
Das Halbfinale wurde in Hin- und Rückspiel ausgetragen. In allen anderen Runden wurde der Sieger in einem Spiel ermittelt. Stand es nach der regulären Spielzeit von 90 Minuten unentschieden, kam es zur Verlängerung von zweimal 15 Minuten und falls danach immer noch kein Sieger feststand zum Elfmeterschießen.

## 1. Runde
| Datum                 |                  | Ergebnis |                    |
| --------------------- | ---------------- | -------- | ------------------ |
| 23.08.2006, 16:30 Uhr | NK Veržej        | 3:2      | NK Paloma          |
| 23.08.2006, 16:30 Uhr | ND Renkovci      | 1:2      | NK Malečnik        |
| 23.08.2006, 16:30 Uhr | NK Mons Claudius | 2:6      | NK Pohorje         |
| 23.08.2006, 16:30 Uhr | ND Mura 05       | 3:0      | NK Zavrč           |
| 23.08.2006, 16:30 Uhr | NK Črenšovci     | 2:0      | NK Stojnci         |
| 23.08.2006, 16:30 Uhr | NK Postojna      | 1:2      | NK Svoboda Kisovec |
| 23.08.2006, 16:30 Uhr | NK Zagorje       | 1:0      | ND Adria           |
| 23.08.2006, 16:30 Uhr | NK Ihan          | 1:0      | NK Krško           |
| 23.08.2006, 16:30 Uhr | NK Zarica        | 2:3      | NK Brda Dobrovo    |
| 23.08.2006, 19:00 Uhr | SC Bonifika      | 2:0      | NK Lesce           |

## 2. Runde
| Datum                 |                    | Ergebnis |             |
| --------------------- | ------------------ | -------- | ----------- |
| 05.09.2006, 16:00 Uhr | NK Svoboda Kisovec | 1:6      | SC Bonifika |
| 05.09.2006, 16:00 Uhr | NK Pohorje         | 0:1      | NK Zagorje  |
| 06.09.2006, 16:00 Uhr | NK Črenšovci       | 1:0      | NK Veržej   |
| 06.09.2006, 16:00 Uhr | ND Mura 05         | 2:0      | NK Malečnik |
| 06.09.2006, 16:00 Uhr | NK Brda Dobrovo    | 2:0      | NK Ihan     |

## Achtelfinale
| Datum                 |                  | Ergebnis |                      |
| --------------------- | ---------------- | -------- | -------------------- |
| 20.09.2006, 15:00 Uhr | SC Bonifika      | 1:3      | ND Gorica            |
| 20.09.2006, 15:00 Uhr | NK Brda Dobrovo  | 3:5      | NK Rudar Velenje     |
| 20.09.2006, 15:00 Uhr | NK Črenšovci     | 0:2      | NK Maribor           |
| 20.09.2006, 15:00 Uhr | NK Zagorje       | 1:3      | FC Koper             |
| 20.09.2006, 15:00 Uhr | NK Nafta Lendava | 2:1      | Interblock Ljubljana |
| 20.09.2006, 15:00 Uhr | NK Bela krajina  | 1:2      | ND Mura 05           |
| 20.09.2006, 18:00 Uhr | NK MIK CM Celje  | 2:1      | NK Drava Ptuj        |
| 20.09.2006, 20:00 Uhr | NK Domžale       | 1:2      | NK Primorje          |

## Viertelfinale
| Datum                 |                  | Ergebnis               |                  |
| --------------------- | ---------------- | ---------------------- | ---------------- |
| 25.10.2006, 14:30 Uhr | ND Mura 05       | 0:2                    | ND Gorica        |
| 25.10.2006, 18:00 Uhr | NK Maribor       | 4:0                    | NK Primorje      |
| 25.10.2006, 18:00 Uhr | NK MIK CM Celje  | 3:1                    | NK Nafta Lendava |
| 25.10.2006, 18:00 Uhr | NK Rudar Velenje | 1:1 n. V., (4:5 i. E.) | FC Koper         |

## Halbfinale
Die Hinspiele fanden am 25. April 2007 statt, die Rückspiele am 9. Mai 2007.
|                 | Gesamt |            | Hinspiel | Rückspiel |
| --------------- | ------ | ---------- | -------- | --------- |
| NK MIK CM Celje | 2:7    | FC Koper   | 1:3      | 1:4       |
| ND Gorica       | 3:5    | NK Maribor | 2:4      | 1:1       |

## Finale
| Paarung        | FC Koper – NK Maribor |
| Ergebnis       | 1:0 (0:0) |
| Datum          | 22. Mai 2007 um 20:45 Uhr |
| Stadion        | Arena Petrol, Celje |
| Zuschauer      | 3.500 |
| Schiedsrichter | Robert Krajnc |
| Tore           | 1:0 Aleksander Rajčević (80.) |
| FC Koper       | Jasmin Handanović – Saša Jakomin , Miroslav Radulović, Igor Lazić, Enes Handanagić (76. Ermin Hasić) – Anej Lovrečič, Marko Božič, Dalibor Volaš, Fernandes Cardoso – Aleksander Rajčević, Mitja Viler (63. Ivan Božičić) Cheftrainer: Vlado Badžim                       |
| NK Maribor     | Marko Pridigar – Elvedin Džinić (85. Gorazd Zajc), Vladislav Lungu (83. Abdoulaye Diarra), Fabijan Cipot, Dejan Mezga (62. Amel Mujaković) – Dimitar Makrijew, Damir Pekič, David Tomažič Šeruga, Andrej Penik – Miral Samardžić, Rene Mihelič Cheftrainer: Marjan Pušnik |
| Gelbe Karten   | Mitja Viler, Anej Lovrečič, Ivan Božičić – David Tomažič Šeruga, Rene Mihelič |